# Gheorghe Gârniță
Gheorghe Gârniță (Măgura, 11 de noviembre de 1950) es un deportista rumano que compitió en biatlón. Ganó una medalla de plata en el Campeonato Mundial de Biatlón de 1974, en la prueba individual.

## Palmarés internacional
| Campeonato Mundial | Campeonato Mundial | Campeonato Mundial | Campeonato Mundial |
| Año                | Lugar              | Medalla            | Prueba             |
| ------------------ | ------------------ | ------------------ | ------------------ |
| 1974               | Minsk (URSS)       | Medalla de plata   | Individual         |